# Freier Horizont
Freier Horizont (Eigenschreibweise: FREiER HORIZONT) ist eine Kleinstpartei in Deutschland, die ausschließlich in Mecklenburg-Vorpommern aktiv ist. Sie entstand aus dem Aktionsbündnis Gegen den unkontrollierten Windkraftausbau – Freier Horizont in Mecklenburg-Vorpommern.

## Geschichte
Die Partei hat ihre Wurzeln in einem Aktionsbündnis von 40 Bürgerinitiativen gegen den Ausbau von Windenergieanlagen in Mecklenburg-Vorpommern. Sie forderten Mindestabstände der 10-fachen Höhe von Windrädern zu Wohnhäusern und den Schutz der Gesundheit, den Artenschutz bedrohter Tiere sowie der Landschaften und Küsten, um den Wirtschaftsfaktor Tourismus und den Schutz des Eigentums zu erhalten, die aus ihrer Sicht durch Windenergieanlagen gefährdet seien.
Nach einer durch das Aktionsbündnis initiierten Volksinitiative, bei der mehr als 22.000 Stimmen (Mecklenburg-Vorpommern hat etwa 1,6 Millionen Einwohner) gegen den Windkraftausbau in Mecklenburg-Vorpommern gesammelt wurden und die von der Landesregierung in Mecklenburg-Vorpommern abgelehnt wurde, gründete sich als Reaktion darauf am 27. Februar 2016 die Partei Freier Horizont mit 32 Gründungsmitgliedern in Altentreptow. In der Zeit vor der Gründung wurde teilweise mit der lokalen AfD kooperiert, die ebenfalls einen Ausbau der Windkraftanlagen ablehnt. Unmittelbar vor der Gründung der Partei wurde eine weitere Zusammenarbeit mit der AfD durch die später gewählte Parteiführung aufgekündigt.
Die Partei trat zur Landtagswahl in Mecklenburg-Vorpommern 2016 an und erhielt 0,8 % der Stimmen. Ihr bestes Ergebnis erzielte sie im Wahlkreis Mecklenburgische Seenplatte II mit 4,6 %. Bei der Landtagswahl in Mecklenburg-Vorpommern 2021 erhielt sie 0,4 % der Stimmen.
Die Partei ist seit 2019 in den Kreistagen von Ludwigslust-Parchim, Rostock, Vorpommern-Greifswald und der Mecklenburgischen Seenplatte vertreten.

## Inhaltliches Profil
Die Partei beschreibt sich als ideologiefrei und zukunftsorientiert. Sie bekennt sich ausdrücklich zu den Grundwerten der freiheitlich demokratischen Gesellschaft, zum Grundgesetz und der Landesverfassung. Sie beschreibt sich als dialogbereit mit allen demokratischen Kräften und möchte niemanden ausgrenzen. Wesentliche Kritikpunkte der Partei sind behaupteter Aktionismus und Konzeptlosigkeit der Regierenden, die sich beispielsweise durch die Kreisgebietsreform und eine fehlerhafte Umsetzung der Energiewende ausdrücken sollen.
Der Politikwissenschaftler Martin Koschkar ordnete die Partei Freier Horizont als Ein-Themen-Partei ein.

### Landesentwicklung Mecklenburg-Vorpommern
Die Hauptaufgabe in der Landesentwicklung Mecklenburg-Vorpommerns liege aus Sicht der Partei darin, „das Wertvolle [zu] bewahren und Wandel mit Verantwortung [zu] gestalten“. Darunter versteht die Partei die Förderung einer landeskonformen Wirtschaft und die Schaffung attraktiver Wohnangebote durch Erhalt und Entwicklung des Arbeitsmarktes, der Landschaften, der Natur im Binnenland und der Küstenregionen. Mecklenburg-Vorpommern müsse als Zuzugsregion attraktiver gestaltet werden.

### Programm
In ihrem Programm zur Landtagswahl 2021 in Mecklenburg-Vorpommern konzentrierte sich die Partei auf drei Themenfelder:
- Die Entwicklung des ländlichen Raums durch eine flächendeckende Infrastruktur
- Eine Bildungs- und Kulturoffensive, die insbesondere den ländlichen Raum durch Ausnutzen digitaler Möglichkeiten und ein schulisches Campusangebot so einbezieht, dass die Schulqualität bundesweit im Spitzenbereich liegt
- Die Förderung und den Erhalt intakter Naturräume sowie historisch gewachsener Landschaften und der Landwirtschaft im Einklang mit bezahlbarer und grundlastfähiger Energieversorgung

Beim Thema erneuerbare Energien tritt die Partei für die Abschaffung des Erneuerbare-Energien-Gesetzes, für die Gleichstellung der Windkraft gegenüber anderen Energiequellen und für eine 10H-Regel wie im Bundesland Bayern ein.